# QV20
QV 20 est un des tombeaux situé dans la vallée des Reines, dans la nécropole thébaine, sur la rive ouest du Nil face à Louxor en Égypte.

## Description
QV 20 est une tombe anonyme datant de la XVIIIe dynastie, constituée d'un puit qui relie la surface à deux longues chambres parallèles creusées dans de la marne et du schiste argileux. Partiellement situées sous QV 19, elles sont reliées par un passage désormais effondré. En effet, elle est dans un état particulièrement dégradé, mais stable, et est encombrée par des débris.

## Découverte
La tombe est explorée par Elizabeth Thomas, qui pense trouver des traces d'une exploration précédente par Ernesto Schiaparelli. En 1986 une équipe franco-égyptienne l'étudie, mais est gênée par les débris, qui empêchent des fouilles plus approfondies.